# توماس سبرات
توماس سبرات (بالإنجليزية: Thomas Sprat)‏ (1635 – 20 مايو 1713) هو رجل كنيسة وكاتب إنجليزي وأسقف روتشستر من عام 1684.

## حياته
ولد سبات في بيمينستر، دورست، وتلقى تعليمه في كلية وادهام، أكسفورد، حيث حصل على زمالة من عام 1657 إلى 1670. بعد أن تلقى الرتبة الكهنوتية، أصبح مقرًا لكاتدرائية لنكولن في عام 1660. 

## أسرته
تزوج من هيلين، ابنة ديفيروكس ولسيلي من رافينستون، ستافوردشاير وكان والده رئيس شمامسة روتشستر وزميل الجمعية الملكية. بعد وقت قصير من وفاة سبرات الأكبر، أصبح ابنه كاهن كنيسة وستمنستر. 